# Takao Shinji
Takao Shinji est un nom japonais traditionnel ; le nom de famille (ou le nom d'école), Takao, précède donc le prénom (ou le nom d'artiste).
Takao Shinji (高尾 紳路) est un joueur de go professionnel japonais affilié à la Nihon Ki-in de Tokyo.

Né le 26 octobre 1976. Élève de Fujisawa Shūkō.

## Biographie
Takao Shinji est l'un des meilleurs joueurs japonais. Devenu professionnel en 1991, il a remporté depuis plusieurs titres, dont les prestigieux Honinbō et Meijin. Avec Cho U, Hane Naoki et Yamashita Keigo, Takao est l'un des joueurs japonais que l'on regroupe parfois sous le terme "les quatre empereurs".

## Rivalité avec Yamashita Keigo
La rivalité entre Takao et Yamashita Keigo remonte à août 1986 lors de la finale des championnats de l'école primaire. Cette partie retransmise à la télévision vit la victoire de Yamashita, alors âgé de 8 ans, sur Takao, âgé de 9 ans. Leur rivalité se poursuivit une fois devenus professionnels, et en 1996, Takao prit sa revanche, en battant Yamashita en demi-finale de Shinjin-O (tournoi de jeunes professionnels), pour gagner ensuite en finale contre Nakamura Shinya. En 1998, en finale du Shinjin-O, Yamashita bat cette fois Takao 2-1 et lui ravit le titre. Ils se sont depuis affrontés plusieurs fois dans des parties de titre.

## Progression professionnelle
- 1991 : 1 dan
- 1992 : 2 dan
- 1993 : 3 dan
- 1994 : 4 dan
- 1996 : 5 dan
- 1998 : 6 dan
- 2000 : 7 dan
- 2002 : 8 dan
- 2005 : 9 dan
- 2008 : 10 dan (titre)

## Titres
| Titre            | Années           |
| ---------------- | ---------------- |
| Titres nationaux | 13               |
| Meijin           | 2006, 2016       |
| Honinbo          | 2005-2007        |
| Judan            | 2008, 2014       |
| Tengen           | 2014             |
| Ryusei           | 2000, 2004       |
| Shinjin-O        | 1996             |
| Daiwa Cup        | 2006, 2007 (3rd) |
| NEC Shun-Ei      | 2000, 2002       |